# Opactwo w Kells
Opactwo w Kells (irl. Mainistir Cheanannais, ang. The Abbey of Kells) – dawny klasztor w Kells w hrabstwie Meath w Irlandii.
Klasztor został założony na początku IX wieku. W X w. odbywały się tam ciągłe najazdy wikingów, opactwo była często plądrowane i grabione. W wyniku reformy kościelnej w XII w. klasztor z opactwem został rozwiązany stając się kościołem parafialnym. W okresie średniowiecza w opactwie powstała część Księgi z Kells, była tam trzymana do połowy XVII w. po czym została przeniesiona do Trinity College w Dublinie.
W 2010 roku sześć wczesnośredniowiecznych klasztorów chrześcijańskich, w tym opactwo w Kells, zostało wpisanych na irlandzką listę informacyjną UNESCO – listę obiektów, które Irlandia zamierza rozpatrzyć do zgłoszenia do wpisu na listę światowego dziedzictwa UNESCO.